# Capirote
Ne doit pas être confondu avec le Costume du Ku Klux Klan

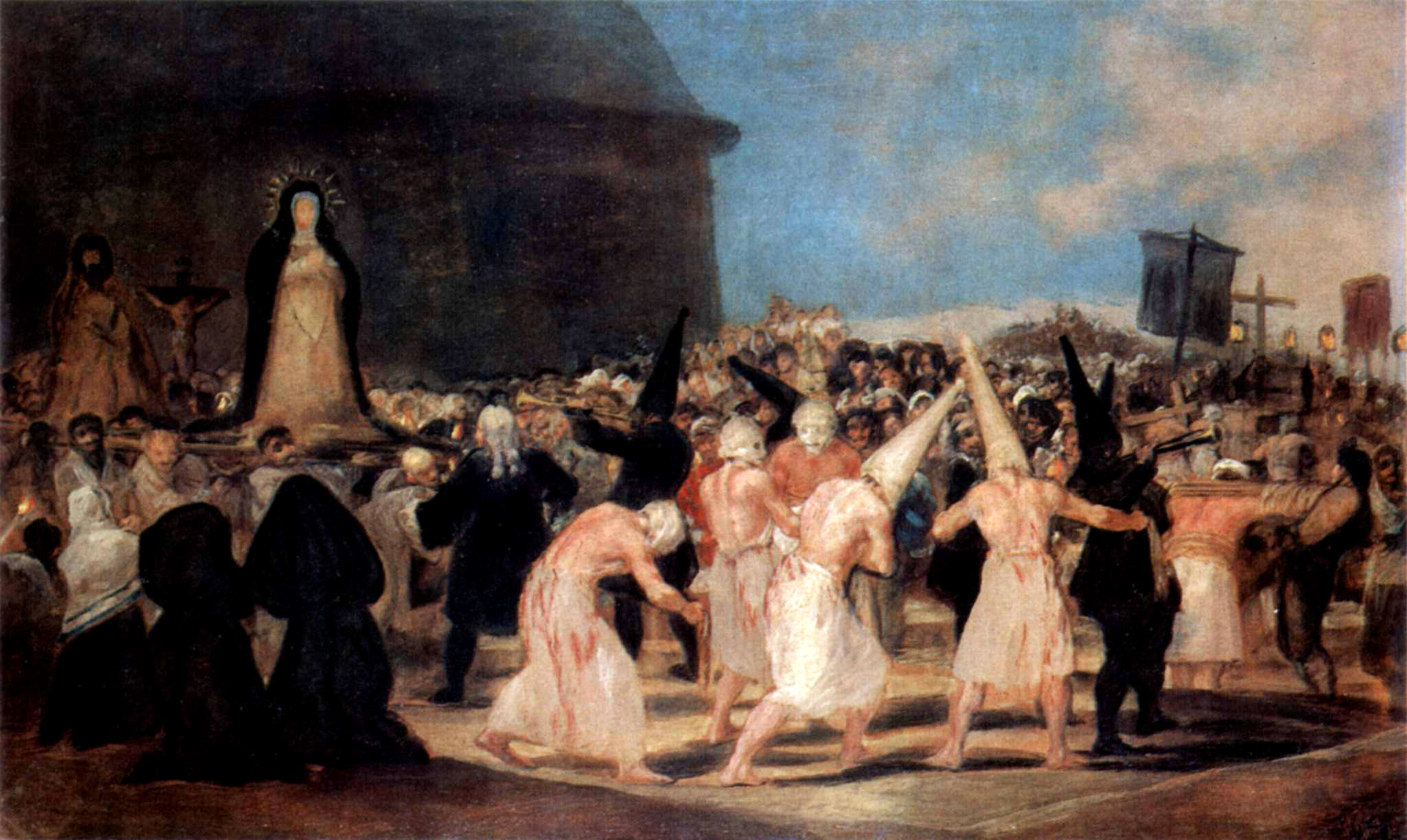
Peinture de Francisco de Goya où l'on peut voir des flagellants portant des capirotes blancs.

Un capirote est un chapeau pointu en forme de cône utilisé en Espagne, initialement par certains flagellants, aujourd'hui par les pénitents durant les processions de la Semaine sainte.

## Histoire

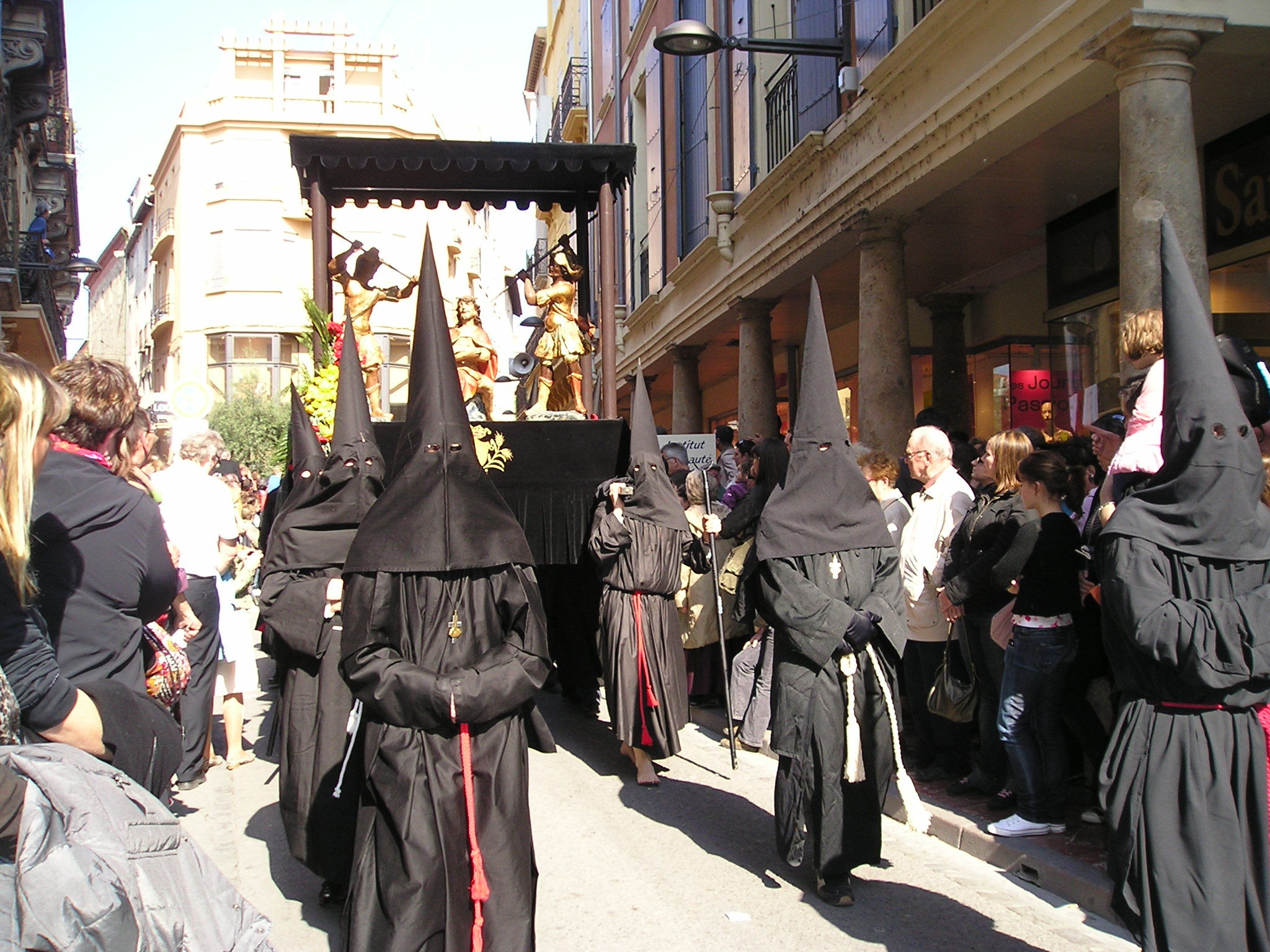
Procession de la Sanch à Perpignan durant la Semaine sainte.

Historiquement utilisé par les flagellants à partir du Moyen Âge, le capirote était également présent durant les condamnations à mort prononcée par l'Inquisition, où la personne condamnée était obligée de porter ce chapeau pour être humiliée publiquement. Cette humiliation fait écho à celle de Jésus Christ lors de sa montée du Golgotha. À partir du XVIIe siècle, les confréries de Séville commencèrent à l'utiliser lors des processions de la Semaine sainte, en commémoration de la Passion du Christ pour la rémission des péchés des hommes, et sa résurrection subséquente.

## Usages contemporains
Dans les processions de la Semaine sainte, une variante du capirote est utilisée par certaines confréries. Cette fois-ci, le couvre-chef tombe jusqu'aux épaules pour recouvrir l'intégralité du visage, ne laissant que deux trous pour les yeux. Elle fait partie du costume des nazarenos (pénitents).
Les costumes du Ku Klux Klan reprennent le capirote pour couvrir la tête, rendant ainsi anonymes ceux qui les portent. Ironiquement, le capirote est d'origine catholique, alors que le Ku Klux Klan, mouvement prônant la suprématie blanche protestante, est anti-catholique.

## Couleurs

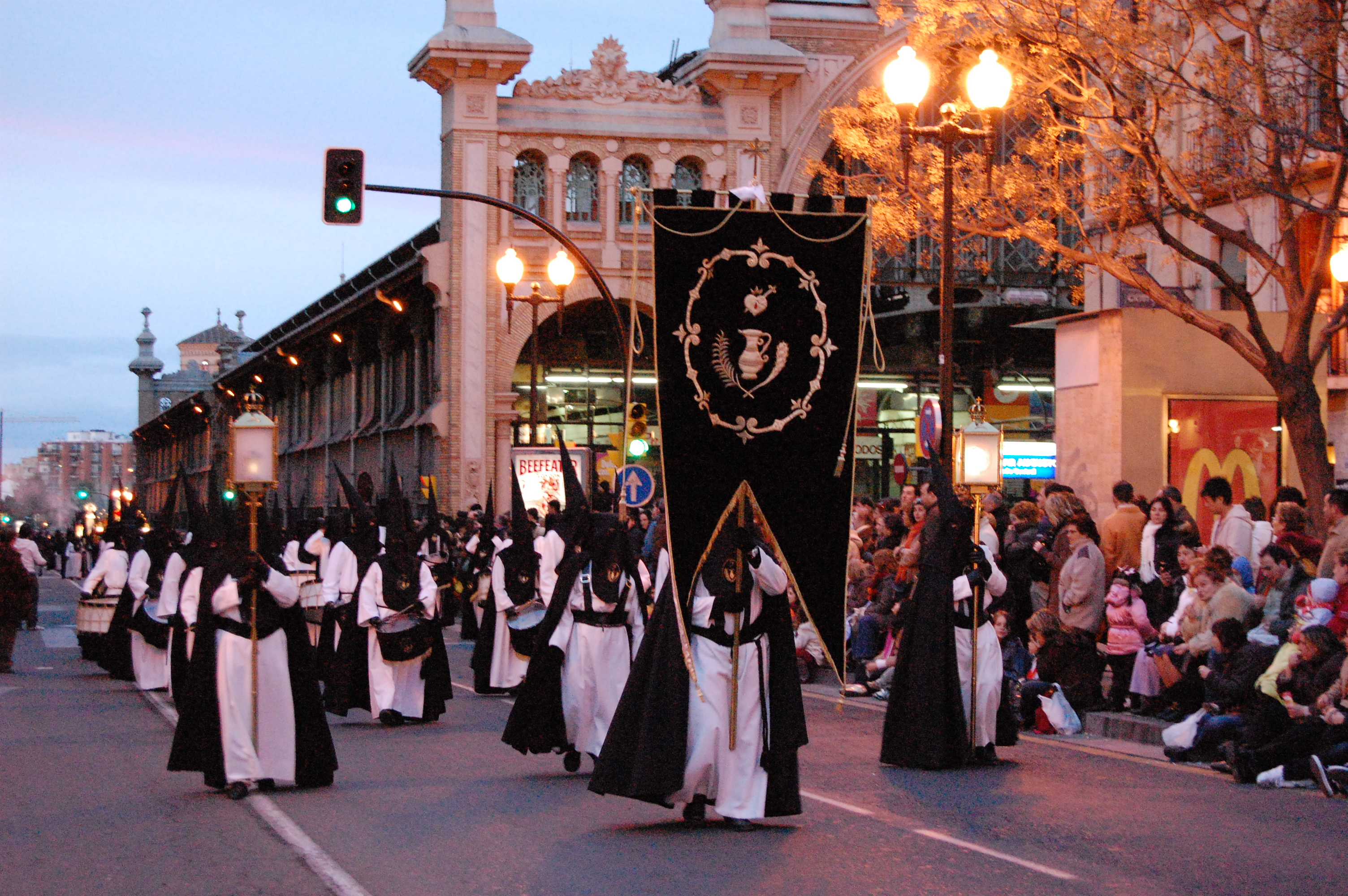
Procession de la Confrérie de l'Humiliation de Jésus, Sanctissime Marie de l'Amertume, Saint Philippe et Jacques le Mineur à Saragosse en 2008

Le capirote, en plus de représenter l'humilité, sert également à différencier les confréries grâce à leurs couleurs et leurs symboles. À l'origine, les capirotes destinés aux condamnés étaient jaunes et revêtaient des scènes liées au péché commis. Les couleurs les plus répandues depuis l'utilisation des capirotes par les confréries sont le rouge (symbole du Sang du Christ), le noir (symbole du deuil), le blanc (symbole de la gloire de Dieu) et le vert (symbole de la résurrection).

## Culture

### Au cinéma
Le capirote est porté dans le film La Folie des grandeurs par les grands d'Espagne lors d'une procession. 

### Dans les jeux vidéo
Le Pénitent, personnage joué dans Blasphemous porte un heaume orné d'un capirote dont la couleur varie en fonction de la tenue choisie par le joueur.